# Asymmetric Digital Subscriber Line
Asymmetric Digital Subscriber Line (abreujat ADSL) és un protocol de la família DSL que permet la transmissió de dades a alta velocitat a través de línies telefòniques de coure tradicionals, i que proporciona una major velocitat respecte a les connexions amb mòdem.
Les dades poden viatjar a diferent velocitat en anar del servidor al client (velocitat de baixada) que del client al servidor (velocitat de pujada). Aquesta és la raó per la qual s'anomena asimètric. Aquesta tecnologia és especialment adequada per a navegar per Internet, atès que la quantitat de dades que el servidor envia a l'ordinador d'un usuari generalment és molt superior a les que l'ordinador envia cap a la xarxa.
L'ADSL arribà a Espanya durant el 1999, i alguns dels proveïdors foren Telefónica, Terra Networks, Ya.com, Orange, Tiscali i Jazztel. A inicis de l'any 2005 la velocitat mitjana era aproximadament de 512/128 Kilobits/segon, a un preu mitjà d'uns 36 euros al mes. I la velocitat màxima contractable era de 8192/512 Kilobits/segon. Des de finals de 2005 està disponible la tecnologia ADSL2+ que permet un límit teòric de velocitat de 24Mbps/1Mbps, malgrat que tots els proveïdors ofereixen velocitats de 20Mbps/1Mbps. El primer proveïdor a oferir aquesta tecnologia va ser Jazztel, seguit per Wanadoo, ya.com i Telefónica.

Pla de freqüències per la tecnologia ADSL. La part vermella és usada per a la telefonia tradicional i la verda i blava corresponen respectivament a la banda de pujada i de baixada.